# Sociedade de Transportes Coletivos do Porto
La Sociedad de Transportes Colectivos de Porto (STCP) es una empresa que servicia transporte público al área metropolitana de Oporto, Portugal. La empresa gestiona mayoritariamente la red de autobuses de Oporto y su área metropolitana, aunque también gestiona dos líneas de tranvía histórico que circulan por la ribera del Río Duero. 

## Historia
El transporte público de Oporto se remonta a 1872, donde la Companhia Carril Americano do Porto, iniciaría sus servicios pioneros en Portugal. Posteriormente se crearía otra compañía, la Companhia Carris de Ferro do Porto, la cual eventualmente la CCAP y la CCFP se fusionarían, manteniendo el nombre de este último. 
A raíz del fin de la concesión a empresas privadas, en 1946 la STCP es fundada por parte del Ayuntamiento de Oporto. En 1994, se convierte en sociedad anónima de capital público, convirtiéndose en Sociedade de Transporte Colectivos do Porto, S.A.
En 2020 se inicia el proceso de la "intermunicipalización" del STCP, fusionando su propiedad con el resto de municipios del área servida. Este proceso finalizó el 1 de enero de 2021.

## Líneas de la STCP

### Líneas de autobús
| Línea | Inicio del recorrido | Final del recorrido  | Municipio principal | Notas                                             |
| ----- | -------------------- | -------------------- | ------------------- | ------------------------------------------------- |
| 200   | Bolhão               | Castelo do Queijo    | Oporto              |                                                   |
| 201   | Sá da Bandeira       | Viso                 | Oporto              |                                                   |
| 202   | Lóios                | Castelo do Queijo    | Oporto              |                                                   |
| 203   | Marquês              | Castelo do Queijo    | Oporto              |                                                   |
| 204   | Hospital de São João | Foz                  | Oporto              |                                                   |
| 205   | Campanhã             | Castelo do Queijo    | Oporto              |                                                   |
| 206   | Campanhã             | Viso                 | Oporto              |                                                   |
| 207   | Campanhã             | Mercado da Foz       | Oporto              |                                                   |
| 208   | Sá da Bandeira       | Aldora               | Oporto              |                                                   |
| 300   | Aliados              | Hospital de São João | Oporto              | Línea circular                                    |
| 301   | Sá da Bandeira       | Hospital de São João | Oporto              | Línea circular                                    |
| 302   | Aliados              | Damião de Góis       | Oporto              | Línea circular                                    |
| 303   | Praça da Liberdade   | Constituição         | Oporto              | Línea circular                                    |
| 304   | Trindade             | Santa Luzia          | Oporto              |                                                   |
| 305   | Cordoaria            | Hospital de São João | Oporto              |                                                   |
| 400   | São Bento            | Azevedo (Campanhã)   | Oporto              |                                                   |
| 401   | Bolhão               | São Roque            | Oporto              |                                                   |
| 402   | Boavista             | São Roque            | Oporto              |                                                   |
| 500   | Lóios                | Matosinhos           | Matosinhos          |                                                   |
| 501   | Sá da Bandeira       | Matosinhos (praia)   | Matosinhos          |                                                   |
| 502   | Bolhão               | Matosinhos (mercado) | Matosinhos          |                                                   |
| 503   | Boavista             | Gatões               | Matosinhos          |                                                   |
| 504   | Boavista             | Norteshopping        | Matosinhos          |                                                   |
| 505   | Hospital de São João | Matosinhos (mercado) | Matosinhos          |                                                   |
| 506   | Hospital de São João | Matosinhos (mercado) | Matosinhos          |                                                   |
| 507   | Cordoaria            | Leça da Palmeira     | Matosinhos          |                                                   |
| 600   | Aliados              | Maia                 | Maia                |                                                   |
| 601   | Cordoaria            | Aeroporto            | Maia                |                                                   |
| 602   | Cordoaria            | Aeroporto            | Maia                | Via Padrão de Moreira                             |
| 603   | Marquês              | Maia                 | Maia                |                                                   |
| 604   | Hospital de São João | Aeroporto            | Maia                | Via Crestins                                      |
| 701   | Bolhão               | Codiceira            | Valongo             |                                                   |
| 702   | Bolhão               | Travagem             | Valongo             |                                                   |
| 704   | Boavista             | Codiceira            | Valongo             |                                                   |
| 705   | Hospital de São João | Valongo (Continente) | Valongo             |                                                   |
| 706   | Hospital de São João | Ermeside (estação)   | Valongo             | vía Monte Penedo                                  |
| 707   | Hospital de São João | Ermeside (estação)   | Valongo             | vía Arregadas                                     |
| 61    | Matosinhos           | Valongo              | Valongo             | No accesible para personas con movilidad reducida |
| 94    | Bolhão               | Campo                | Valongo             | No accesible para personas con movilidad reducida |
| 800   | Bolhão               | Gondomar             | Gondomar            |                                                   |
| 801   | Cordoaria            | São Pedro da Cova    | Gondomar            |                                                   |
| 803   | Boavista             | Venda Nova           | Gondomar            |                                                   |
| 804   | Hospital de São João | São Pedro da Cova    | Gondomar            |                                                   |
| 805   | Marquês              | Rio Tinto (estação)  | Gondomar            |                                                   |
| 806   | Marquês              | Avenida da Carvalha  | Gondomar            |                                                   |
| 900   | Trindade             | Santo Ovídio         | Vila Nova de Gaia   |                                                   |
| 901   | Trindade             | Valadares            | Vila Nova de Gaia   |                                                   |
| 902   | Boavista             | Lavadores            | Vila Nova de Gaia   |                                                   |
| 903   | Boavista             | Laborim              | Vila Nova de Gaia   |                                                   |
| 904   | Trindade             | Coimbrões            | Vila Nova de Gaia   |                                                   |
| 905   | Bolhão               | Monte da Virgem      | Vila Nova de Gaia   |                                                   |
| 906   | Trindade             | Madalena             | Vila Nova de Gaia   |                                                   |
| 907   | Boavista             | Vila d'Este          | Vila Nova de Gaia   |                                                   |

| Línea | Inicio del recorrido | Final del recorrido         | Municipio principal | Notas                                                                                                   |
| ----- | -------------------- | --------------------------- | ------------------- | --- |
| 1M    | Aliados              | Matosinhos (Fonte Luminosa) | Matosinhos          | |
| 3M    | Aliados              | Aeroporto                   | Matosinhos          | Sirve a municipios fuera de su área convencial de servicio al ser una línea aeroportuaria de madrugada. |
| 4M    | Aliados              | Maia (câmara)               | Maia                | |
| 5M    | Aliados              | Ermesinde (estação)         | Valongo             | |
| 7M    | Aliados              | Valongo                     | Valongo             | |
| 8M    | Aliados              | São Pedro da Cova           | Gondomar            | Vía Areosa                                                                                              |
| 9M    | Aliados              | Gondomar                    | Gondomar            | Vía Hospital de São João                                                                                |
| 10M   | Aliados              | Vila d'Este                 | Vila Nova de Gaia   | |
| 11M   | Hospital de São João | Coimbrões                   | Vila Nova de Gaia   | Vía Infante                                                                                             |
| 12M   | Aliados              | Santo Ovídio                | Vila Nova de Gaia   | Vía Arrábida                                                                                            |
| 13M   | Aliados              | Matosinhos (mercado)        | Matosinhos          | |

### Líneas de tranvía
| Línea | Inicio del recorrido | Final del recorrido | Municipio | Notas                               |
| ----- | -------------------- | ------------------- | --------- | ----------------------------------- |
| 1E    | Infante              | Passeio Alegre      | Oporto    |                                     |
| 18E   | Massarelos           | Carmo               | Oporto    | Línea circular                      |
| 22E   | Carmo                | Batalha             | Oporto    | Línea circular. Sin funcionamiento. |